# La Renga

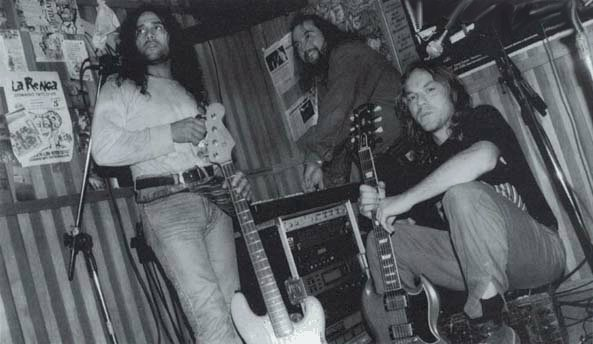
La Renga (1992)

La Renga ist eine 1987 in der argentinischen Hauptstadt Buenos Aires gegründete Hard-Rock-Band.

## Bandgeschichte
Die ersten Liveauftritte fanden 1988 im Großraum Buenos Aires statt. Bereits 1989 nahm die Gruppe die Stücke auf, die 1991 als Esquivando Charcos zunächst als Kassetten auf den Markt kamen. Erst 1998 kam das Album auch auf CD heraus. Die Produktion geschah vollkommen unabhängig, ohne die Unterstützung einer Plattenfirma; den Vertrieb übernahmen die Bandmitglieder selbst und ihre Freunde.
1993 produzierte die Band das zweite Album – Adónde Me Lleva La Vida – erneut ohne die Unterstützung einer Plattenfirma. Allerdings war sie inzwischen durch Auftritte auf verschiedenen lokalen und regionalen Festivals so bekannt, dass der Eigenvertrieb die Nachfrage nicht mehr befriedigen konnte. Der Deal mit Polygram, den die Band daraufhin einging, garantierte ihnen absolute künstlerische Freiheit, die Plattenfirma kümmerte sich lediglich um die Produktion und den Vertrieb der CDs.
Im Jahr 1994 gelang es der Band zum ersten Mal, das Estadio Obras Sanitarias, das Basketballstadion des Club Atlético Obras Sanitarias de la Nación, den Tempel der lokalen Rockmusikszene mit rund 5.000 Plätzen, zu füllen. Aus dem Auftritt im Obras ging auch das erste Live-Album der Band hervor, Bailando en una pata, von dem ein Jahr später auch eine DVD erschien.
Mit Hilfe des Ex-Sumo-Mitglieds und Sängers der Gruppe Divididos, Ricardo Mollo, spielten La Renga 1996 das dritte Studioalbum Despedazado Por Mil Partes ein. Mit den zugehörigen Live-Auftritten gelingt es ihnen, das Obras vier Mal hintereinander zu füllen und auch im Ausland erste Erfolge zu feiern. 1997 tourte die Band entsprechend in Mexiko und den USA.
Im Oktober 1997 spielte die Band gemeinsam mit anderen lokalen Rockgrößen vor 20.000 Menschen im Stadion FerroCarril Oeste in einer Show zugunsten der Madres de Plaza de Mayo, die zu diesem Zeitpunkt 20 Jahre existierten. Noch Ende desselben Jahres füllten La Renga das Stadion auch alleine.
Im Verlauf des Jahres 1998 tourte die Band vor allem durch Argentinien und gewann dabei viel neues Publikum. Auch Uruguay und Spanien standen auf dem Tourplan – danach nahm die Band eine Pause, um am nächsten Album zu feilen. Dieses eigentlich ohne Namen erschienene Album, das die Band selbst wegen des Covers „das mit dem Stern“ nennt, erschien im September 1998 und erreichte innerhalb einer Woche Platinstatus. Mit zwei Auftritten im Stadion des Fußballclubs Atlanta erreichte die Band 48.000 Zuschauer. Eine Tour mit 22 Auftritten durch die argentinischen Provinzen folgte bis September 1999. Zwei weitere eindrucksvolle Auftritte in Buenos Aires im Stadion des Clubs CA Huracán schlossen die Tour mit einem Rückblick auf die bisherigen zehn Jahre.
Im Jahr 2000 veröffentlichte die Band La Esquina del Infinito und tourte erneut ausgiebig durch Argentinien, absolviert aber auch einen Auftritt in Montevideo.
Im Mai 2001 kehrten die Rengos ins Stadion von Huracán zurück, um das Konzert aufzuzeichnen und als Doppelalbum unter dem Titel Insoportablemente Vivo noch im selben Jahr in die Läden zu bringen. Das Konzert erschien auch als Film in kleiner Auflage in ausgewählten Kinos des ganzen Landes, Jahre später (2004) auch auf DVD. Zur Feier der Veröffentlichung der Live-CD kehrte die Band im September an den Ort ihrer ersten großen Erfolge, das Obras, zurück und füllte das Stadion an vier Abenden.
Während der schwersten Wirtschaftskrise seit Jahrzehnten im Jahr 2002 spielte die Band vor 55.000 Zuschauern im Stadion von River Plate. Die Zuschauer erhielten zu ihrer Eintrittskarte die EP Documento Único mit den Songs „Dementes en el espacio“, „Hielasangre“ und „Detonador de sueños“. Diesen letzten Titel erhielt auch das nächste Studioalbum, das Ende 2003 erschien. Aufgenommen wurden sowohl EP wie das Studioalbum komplett im Probenraum der Band, seither ein Markenzeichen. Erstmals fand der Tourauftakt nicht in Buenos Aires, sondern in Córdoba statt. Ein Konzert vor 73.000 Fans im Stadion von River Plate im April 2004 war jedoch der Höhepunkt. Zwischendurch kehrte die Band jedoch ins Stadion von Huracán zurück, um dort die zweite Live-DVD En el ojo del Huracán aufzuzeichnen. Der Titel „Im Auge des Hurrikan“ spielt dabei auf den Standort der Bühne in der Mitte des Stadions an.
Das erste Studioalbum seit drei Jahren veröffentlichte die Band dann wieder im Jahr 2006 mit dem Titel TruenoTierra (DonnerErde). Der Tourauftakt in Mar del Plata war entsprechend gekennzeichnet von einem fürchterlichen Wolkenbruch, der das Stadion Mundialista in ein Schlammfeld verwandelte.

## Mitglieder
- Gustavo „Chizzo“ Napoli (Gitarre und Gesang)
- Gabriel „Tete“ Iglesias (Bass)
- Jorge „Tanque“ Iglesias (Schlagzeug)
- Gabriel „Chiflo“ Sanchez (Saxophon)
- Manuel „Manu“ Varela (Saxophon)

ehemaliges Mitglied:
- Raúl „Locura“ Dilelio (Leadgitarre)

## Diskografie

### Alben
- 1991: Esquivando Charcos (AR: Platin)[1]
- 1993: Adónde Me Lleva La Vida (AR: Platin)
- 1995: Bailando en una pata (AR: ×2Doppelplatin )
- 1996: Despedazado por Mil Partes (AR: ×4Vierfachplatin )
- 1998: La Renga (AR: ×3Dreifachplatin )
- 2000: La Esquina del Infinito (AR: Platin)
- 2001: Insoportablemente Vivo (Live-CD; AR: Platin)
- 2003: Detonador de Sueños
- 2006: TruenoTierra
- 2010: Algún Rayo

### Videoalben
- 1996: Despedazado por Mil Partes (AR: ×8Achtfachplatin )
- 1998: Esquivando charcos (AR: Platin)
- 2000: La Esquina del Infinito (AR: ×3Dreifachplatin )
- 2004: Insoportablemente Vivo (Live-DVD; AR: ×2Doppelplatin )
- 2006: El ojo del Huracán (Live-DVD; AR: Platin)